# 구루 그란트 사히브

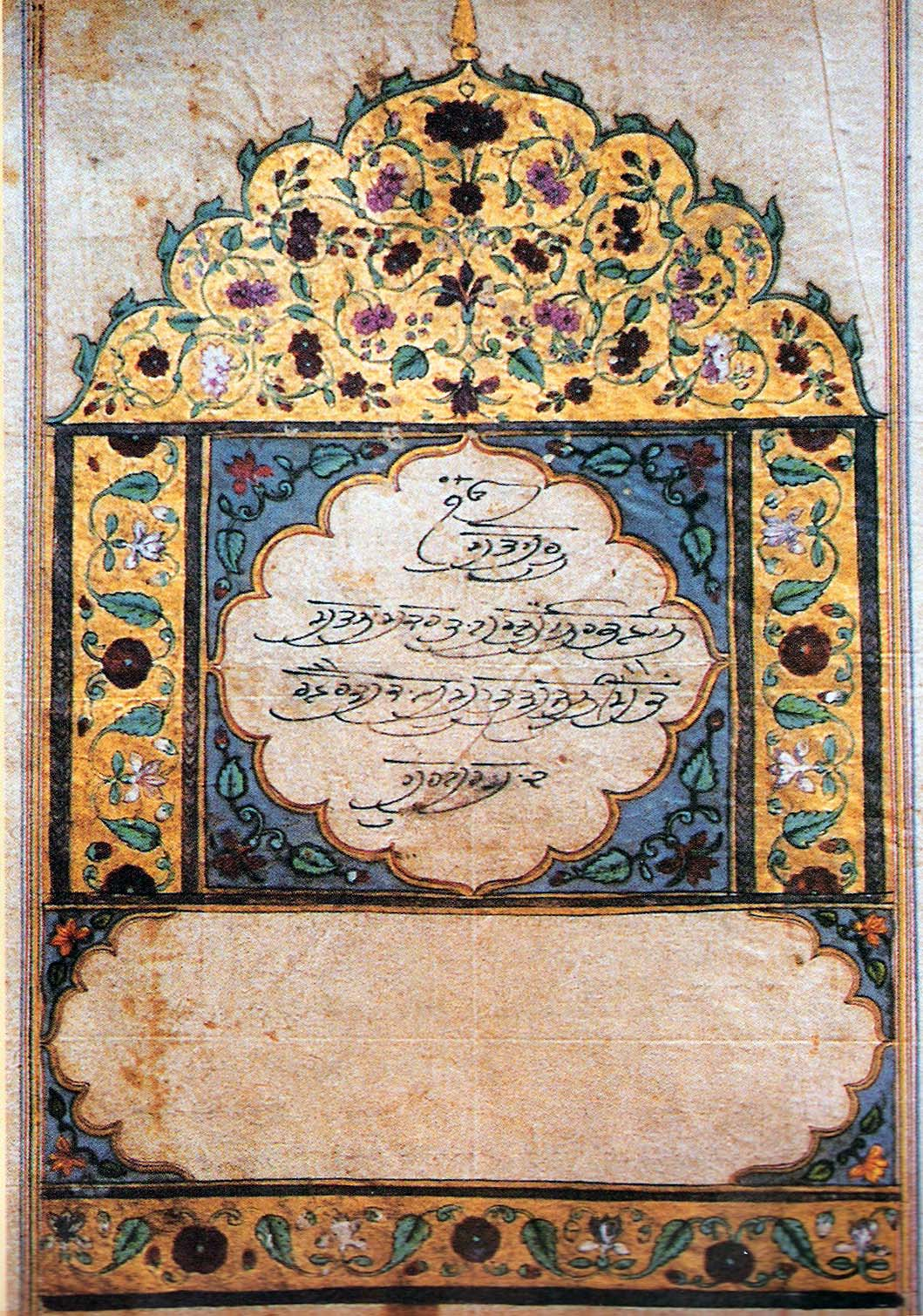

구루 그란트 사히브(펀자브어: ਗੁਰੂ ਗ੍ਰੰਥ ਸਾਹਿਬ)는 시크교의 중심 경전으로, 시크교도들은 그란트 사히브를 시크교의 10명의 인간 구루의 계보를 따르는 최종적이고 주권적이며 영원한 구루로 간주하고 있다. 최초의 판본인 아디 그란트는 다섯 번째 구루인 구루 아르잔(1564-1606)에 의해 편찬되었다. 1604년 8월 29일에 편찬이 완료되어 1604년 9월 1일에 암리차르의 황금 사원 안에 처음 안치되었다. 바바 붓다는 황금 사원의 첫 번째 그란티로 임명되었다. 얼마 지나지 않아 구루 하르고빈드가 람칼리 키 바르를 추가했다. 나중에 10번째 시크교 구루인 구루 고빈드 싱이 구루 테그 바하두르의 찬가를 아디 그란트에 추가하고 그의 후계자로 확정했다. 이 두 번째 판본은 구루 그란트 사히브로 알려졌으며 아디 그란트라고도 불린다.
본문은 1,430개의 앙(페이지)과 5,894개의 샤바드(행)로 구성되어 있으며, 시적으로 표현되고 리드미컬한 고대 북인도 고전 음악 형식에 맞춰져 있다. 경전의 대부분은 31개의 주요 라가로 나뉘며, 각 그란트 라가는 길이와 저자에 따라 세분화된다. 경전의 찬송가는 주로 읽히는 라가에 따라 배열되어 있다. 구루 그란트 사히브는 구르무키 문자로 펀자브어, 란다어, 지역 프라크리트어, 아파브람사, 산스크리트어, 힌디어, 보지푸리어, 신디어, 마라티어, 마르와리어, 벵골어, 페르시아어, 아랍어 등 다양한 언어로 쓰여 있다. 이러한 언어로 번역된 사본은 종종 산트 바샤라는 일반 제목을 사용한다.
구루 그란트 사히브는 주로 6명의 시크교 구루에 의해 구성되었다: 구루 나나크, 구루 앙가드, 구루 아마르 다스, 구루 람 다스, 구루 아르잔, 구루 테그 바하두르이다. 또한 라마난다, 카비르, 남데브 등 14명의 힌두교 바크티 운동 산트(성인)와 한 명의 이슬람 수피 성자아인 셰이크 파리드의 전통과 가르침이 담겨 있다.
구루 그란트 사히브에 나오는 비전은 어떤 종류의 억압도 없는 신에 대한 신의 자유, 자비, 사랑, 믿음과 정의를 기반으로 하는 사회이다. 그란트는 힌두교와 이슬람교의 경전을 인정하고 존중하지만, 그것이 이 두 종교 중 어느 것과도 도덕적 조화를 의미하는 것은 아니다. 그란트 사히브는 시크교의 구르드와라에 보관되어 있다. 일반적으로 그러한 사원에 들어갈 때 그 앞에 엎드려 절한다. 그란트는 시크교의 영원한 구르바니이자 영적 권위자로 존경받는다.

## 참고자료
1. ↑  Jhutti-Johal, Jagbir (2011). 《Sikhism Today.》 (영어). A&C Black. 17쪽. ISBN 978-1-4411-7001-9.
2. ↑  Partridge, Christopher Hugh (2005). 《Introduction to World Religions》. 223쪽.
3. ↑  Kapoor, Sukhbir (2002). 《Guru Granth Sahib: An Advance Study》. Hemkunt Press. 139쪽. ISBN 978-8170103219.
4. ↑  Adi Granth, Encyclopaedia Britannica
5. ↑  Anna S. King and JL Brockington (2005), The Intimate Other: Love Divine in Indic Religions, Orient Blackswan, ISBN 978-8125028017, pp. 359–361
6. ↑  Christopher Shackle and Arvind Mandair (2005), Teachings of the Sikh Gurus, Routledge, ISBN 978-0415266048, pp. xvii–xx
7. ↑  Harnik Deol, Religion and Nationalism in India.
8. ↑  Parrinder, Geoffrey (1971). 《World Religions: From Ancient History to the Present》. United States: Hamlyn. 256쪽. ISBN 978-0-87196-129-7.
9. ↑  Torkel Brekke (2014), Religion, War, and Ethics: A Sourcebook of Textual Traditions (Editors: Gregory M. Reichberg and Henrik Syse), Cambridge University Press, ISBN 978-0521450386, pp. 673, 675, 672–686
10. ↑  Christopher Shackle and Arvind Mandair (2005), Teachings of the Sikh Gurus, Routledge, ISBN 978-0415266048, pp. xxxiv–xli
11. ↑  William Owen Cole and Piara Singh Sambhi (1995), The Sikhs: Their Religious Beliefs and Practices, Sussex Academic Press, ISBN 978-1898723134, pp. 40, 157
12. ↑  William Owen Cole and Piara Singh Sambhi (1995), The Sikhs: Their Religious Beliefs and Practices, Sussex Academic Press, ISBN 978-1898723134, p. 44
13. ↑  Torkel Brekke (2014), Religion, War, and Ethics: A Sourcebook of Textual Traditions (Editors: Gregory M. Reichberg and Henrik Syse), Cambridge University Press, ISBN 978-0521450386, p. 675